# Rodano (dipartimento)
Il dipartimento del Rodano (Rhône) è un dipartimento francese della regione Alvernia-Rodano-Alpi. Il nome del dipartimento deriva dal nome del fiume omonimo che scorre nel suo territorio. Il territorio del dipartimento confina con la metropoli di Lione e con i dipartimenti dell'Ain a est, dell'Isère a sud-est, della Loira (Loire) a sud-ovest e della Saona e Loira a nord. Le principali città sono Villefranche-sur-Saône e Tarare.
Il dipartimento è stato creato dopo la rivoluzione francese, il 4 marzo del 1790, in applicazione della legge del 22 dicembre del 1789, a partire dalla suddivisione delle province di Lyonnais e di Beaujolais. Dal 2015 la Comunità urbana di Lione non fa più parte del dipartimento di Rodano, ma di una nuova collettività territoriale che si chiama metropoli di Lione: il nuovo assetto amministrativo non influenza tuttavia la gestione del territorio da parte degli uffici statali francesi, per i quali il vecchio ambito dipartimentale del Rodano rimane inalterato.